# Баблер чорнолобий
Ба́блер чорнолобий (Dumetia atriceps) — вид горобцеподібних птахів родини тимелієвих (Timaliidae). Мешкає в Індії і на Шрі-Ланці.

## Опис

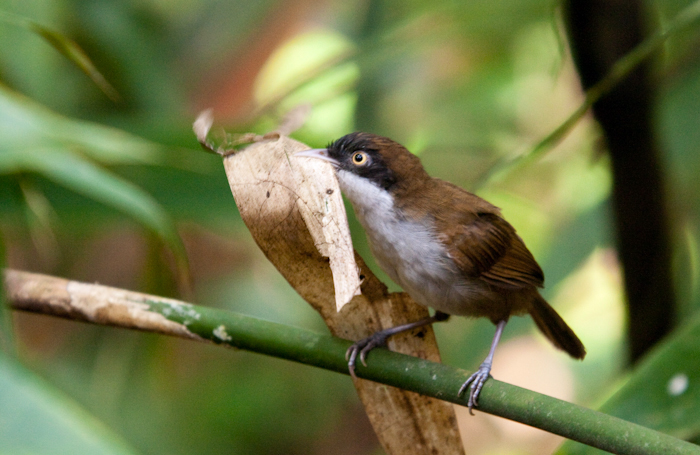
Чорнолобий баблер (підвид D. a. nigrifrons)

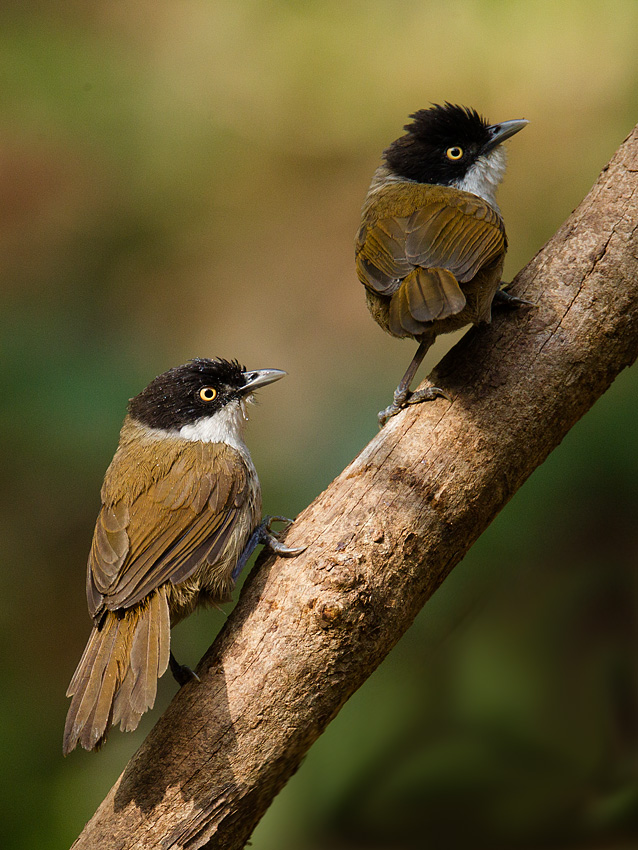
Чорнолобі баблери (підвид D. a. atriceps)

Довжина птаха становить 13 см, враховуючи довгий хвіст. Верхня частина тіла коричнева, нижня частина тіла білувата. У представників індійських підвидів верхня частина голови повністю чорна, у представників шрі-ланкійських підвидів тім'я коричневе, на обличчі чорна "маска". У представників підвиду D. a. bourdilloni нижня частина тіла коричнювата, верхня частина тіла має оливковий відтінок, тім'я тьмяне. У представників підвиду D. a. siccata верхня частина тіла також має оливковий відтінок, а у представників підвиду D. a. nigrifrons вона рудувата.

## Підвиди
Виділяють чотири підвиди:
- D. a. atriceps (Jerdon, 1839) — Західні Гати від Мумбаї на південь до гір Нілґірі і Палаккадського перевалу[en];
- D. a. bourdilloni (Hume, 1876) — Західні Гати на південь від Палаккадського перевалу;
- D. a. siccata (Whistler, 1941) — посушливі райони на півночі, сході та в центрі Шрі-Ланки;
- D. a. nigrifrons (Blyth, 1849) — вологі низовинні райони на південному заході Шрі-Ланки.

## Поширення і екологія
Чорнолобі баблери живуть в Західних Гатах на північ Індії та на Шрі-Ланці. Вони живуть у підліску тропічних лісів, на узліссях і галявинах, у вологих і сухих чагарникових заростях. В Індії чорноголові баблери зустрічаються на висоті від 600 до 1800 м над рівнем моря, на Шрі-Ланці на висоті до 2100 м над рівнем моря.

## Поведінка
Чорнолобі баблери зустрічаються в зграйках до 12 птахів, іноді приєднуються до змішаних зграй птахів. Живляться переважно комахами. Розмножуються протягом всього року, в Індії переважно з березня по липень, на Шрі-Ланці з жовтня по травень. Гніздо кулеподібне, робиться з трави і бамбука. В кладці 2 яйця.